# Eustroma reticulata
Eustroma reticulata is een nachtvlinder uit de familie van de spanners (Geometridae).

## Beschrijving
De voorvleugellengte van deze vlinder is 13 tot 14 millimeter. De grondkleur is donker grijsbruin. Over de voorvleugel loopt een patroon van gebogen witte lijnen. De achtervleugel is grijs en lichter van kleur. Langs de buitenrand lopen een witte lijn en golflijn.

## Levenscyclus
De soort gebruikt springzaad als waardplant. De rups eet 's nachts en vormt eerst gaatjes in het blad van de waardplant, later eet het van de zaaddozen. OVerdag rust de rups aan de onderkant van het blad. De soort vliegt in een jaarlijkse generatie van in juni en juli. De rups is te vinden in augustus en september. De pop overwintert in de grond.

## Verspreiding
De soort komt verspreid voor over een groot deel van het Palearctisch gebied. In België is de soort zeldzaam en alleen bekend uit de provincies Luik en Luxemburg. In Nederland komt de soort niet voor. De habitat is vochtig bos, met name in de buurt van water.